# Гомес Гайосо, Хосе
Хосе Гомес Гайосо (галис. José Gómez Gayoso, 28 апреля 1909 — 6 ноября 1948) — испанский преподаватель, революционер коммунистической партии Испании, антифранкистский партизан движения маки. Казнён на гарроте во время диктатуры Франко.

## Биография
В период Второй Испанской Республики проживал в Виго, где он был генеральным секретарём коммунистической партии Испании. Во время военного переворота, послужившего началом гражданской войны в Испании, Хосе был в Мадриде и воевал во многих местах против повстанцев, был в военных формированиях Советского Союза и в конце военного конфликта отправился в изгнание на Кубу после непродолжительного пребывания в Доминиканской Республике. В 1944 он снова вернулся в Мадрид через Буэнос-Айрес, но нечерез несколько лет уехал в США. В Мадриде ему было сделано предложение для вступления в Коммунистическую партию Испании в Галисии, где он был назначен зональными генеральным секретарём партии и провёл сложную задачу по реорганизации антифранкистских партизан в Галисии. Вместе с Antonio Seoane Sánchez, тоже маки, и тремя другими боевиками движения вели активные действия до конца 1947 года. В 1948 год его и Seoane вместе с двумя другими партизанами арестовали благодаря обвинению дезертира после перестрелки, в которой тот был тяжело ранен. Хосе казнили на гарроте в Ла-Корунье после короткого судебного процесса 6 ноября того же года.
Рафаэль Альберти в своей поэме «Héroes caídos de la Resistencia Española» написал о Гайосо и Seoane.